# Championnats d'Équateur de cyclisme sur route
Les championnats d'Équateur de cyclisme sur route sont les championnats nationaux de cyclisme sur route d'Équateur, organisés par la Fédération équatorienne de cyclisme (en).

## Hommes

### Podiums de la course en ligne

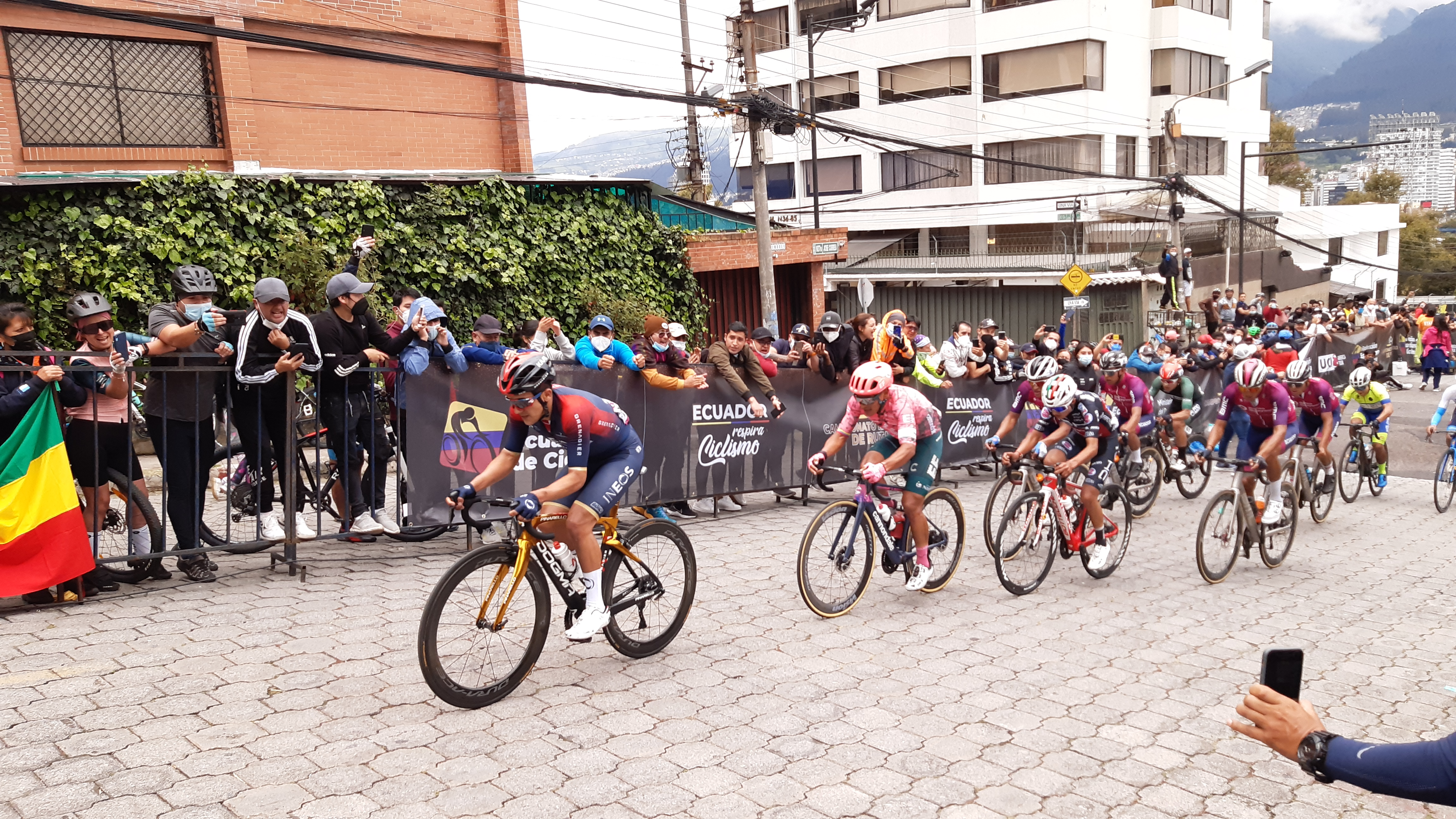
Championnat d'Équateur sur route 2022

| Année | Vainqueur        | Deuxième            | Troisième           |
| ----- | ---------------- | ------------------- | ------------------- |
| 2007  | Byron Guamá      | Jorge Gallegos (de) | José Ragonessi      |
| 2008  | Carlos Quishpe   | Fausto Valencia     | Jamil Intriago      |
| 2010  | José Ragonessi   | Luis Calispa        | José Ruiz Chávez    |
| 2011  | Wilson Paneluisa | José Ragonessi      | José Ruiz Chávez    |
| 2014  | Byron Guamá      | Segundo Navarrete   | Jorge Montenegro    |
| 2015  | José Ragonessi   | Joel Burbano        | Jonathan Caicedo    |
| 2017  | Jhonatan Narváez | Jorge Montenegro    | Byron Guamá         |
| 2018  | Jefferson Cepeda | Jhonatan Narváez    | Jorge Montenegro    |
| 2019  | Jonathan Caicedo | Alexander Cepeda    | Henry Velasco       |
| 2020  | Pas organisé     | Pas organisé        | Pas organisé        |
| 2021  | Alexander Cepeda | Byron Guamá         | Jorge Montenegro    |
| 2022  | Richard Huera    | Richard Carapaz     | Jonathan Caicedo    |
| 2023  | Richard Carapaz  | Jefferson Cepeda    | Alexander Cepeda    |
| 2024  | Jhonatan Narváez | Richard Carapaz     | Jefferson Cepeda    |
| 2025  | Jhonatan Narváez | Jefferson Cepeda    | Mateo Pablo Ramírez |

Multi-titrés
- 3 : Jhonatan Narváez
- 2 : Byron Guamá, José Ragonessi

### Podiums du contre-la-montre
| Année | Vainqueur         | Deuxième                    | Troisième          |
| ----- | ----------------- | --------------------------- | ------------------ |
| 2007  | Segundo Navarrete | Juan Carlos Montenegro (de) | Héctor Chiles (es) |
| 2009  | Segundo Navarrete | José Ragonessi              | Luis Villareal     |
| 2010  | Segundo Navarrete | José Ragonessi              | Diego Espinoza     |
| 2011  | José Ragonessi    | Segundo Navarrete           | Cristian García    |
| 2014  | José Ragonessi    | Byron Guamá                 | Segundo Navarrete  |
| 2015  | Jonathan Caicedo  | Segundo Navarrete           | Jhonny Caicedo     |
| 2016  | Segundo Navarrete | Jonathan Caicedo            | Cleber Cuasquer    |
| 2017  | Jorge Montenegro  | Jefferson Cepeda            | Cleber Cuasquer    |
| 2018  | Jefferson Cepeda  | Jorge Montenegro            | Héctor Chiles (es) |
| 2019  | Jonathan Caicedo  | Segundo Navarrete           | Alexander Cepeda   |
| 2020  | Pas organisé      | Pas organisé                | Pas organisé       |
| 2021  | Jorge Montenegro  | Segundo Navarrete           | Sebastián Novoa    |
| 2022  | Richard Carapaz   | Jorge Montenegro            | Benjamín Quinteros |
| 2023  | Jonathan Caicedo  | Jefferson Cepeda            | Alexander Cepeda   |
| 2024  | Richard Carapaz   | Jefferson Cepeda            | Jonathan Caicedo   |
| 2025  | Jefferson Cepeda  | Benjamín Quinteros          | David Caicedo      |

Multi-titrés
- 4 : Segundo Navarrete
- 3 : Jonathan Caicedo
- 2 : José Ragonessi, Jorge Montenegro, Richard Carapaz, Jefferson Cepeda

## Femmes

### Podiums de la course en ligne
| Année | Vainqueur       | Deuxième        | Troisième       |
| ----- | --------------- | --------------- | --------------- |
| 2008  | Maria Bone      | Mabel Hernández | Danny Álvarez   |
| 2010  | María Parra     | Nataly Arevalo  | Cindy Merizalde |
| 2011  | Nataly Arevalo  | Maria Bone      | María Parra     |
| 2014  | Jazmin Taborda  | Cristina Iza    |                 |
| 2015  | Miryam Núñez    | Nikole Narváez  | Karen Becerra   |
| 2018  | Samia Flores    | Fernanda Endara | Leslye Ojeda    |
| 2019  | Miryam Núñez    | Esther Galarza  | Leslye Ojeda    |
| 2020  |                 |                 |                 |
| 2021  | Miryam Núñez    | Daniela Jiménez | Nikole Narváez  |
| 2022  | Esther Galarza  | Michela Molina  | Paula Jara      |
| 2023  | Ana Vivar       | Michela Molina  | Esther Galarza  |
| 2024  | Natalia Vasquez | Miryam Núñez    | Esther Galarza  |

Multi-titrées
- 4 : Miryam Núñez

### Podiums du contre-la-montre
| Année | Vainqueur           | Deuxième        | Troisième        |
| ----- | ------------------- | --------------- | ---------------- |
| 2009  | María Parra         | Paola Bonilla   |                  |
| 2010  | María Parra         | Daniela Flores  | Ericka Hernández |
| 2011  | María Parra         | Paola Gamboa    | Daira Chavez     |
| 2014  | Jazmin Taborda      | Cristina Iza    |                  |
| 2015  | Miryam Núñez        | Nikole Narváez  | Cristina Iza     |
| 2016  | Ana Suárez Gonzalez | Nikole Narváez  |                  |
| 2017  | Samia Flores        |                 |                  |
| 2018  | Nikole Narváez      | Esther Galarza  | Leslye Ojeda     |
| 2019  | Miryam Núñez        | Esther Galarza  | Fernanda Endara  |
| 2020  |                     |                 |                  |
| 2021  | Miryam Núñez        | Anai Ortega     | Nikole Narváez   |
| 2022  | Paula Jara          | Esther Galarza  | Michela Molina   |
| 2023  | Miryam Núñez        | Ana Vivar       | Esther Galarza   |
| 2024  | Miryam Núñez        | Natalia Vasquez | Esther Galarza   |

Multi-titrées
- 6 : Miryam Núñez
- 3 : María Parra

## Espoirs Hommes

### Podiums de la course en ligne
| Année | Vainqueur           | Deuxième            | Troisième            |
| ----- | ------------------- | ------------------- | -------------------- |
| 2010  | Carlos Quishpe      | Luis García Medina  | Edwin Telenchana     |
| 2011  | Cléber Cuasquer     | Joel Burbano        | José Bone (de)       |
| 2017  | Santiago Montenegro | Bryan Portilla      | Luis Espinoza        |
| 2018  | Esteban Villareal   | Cristian Toro       | Alexander Cepeda     |
| 2019  | Benjamín Quinteros  | Santiago Montenegro | Cristian Toro        |
| 2020  | Pas organisé        | Pas organisé        | Pas organisé         |
| 2021  | Nixon Rosero        | Harold Martín López | Brayan Obando        |
| 2022  | Lenín Montenegro    | Jordan Rodríguez    | Brayan Obando        |
| 2023  | Nixon Rosero        | Edison Velásquez    | Jhoffre Imbaquingo   |
| 2024  | Kevin Navas         | Jhoffre Imbaquingo  | Franklin Joel Revelo |

Multi-titrés
- 2 : Nixon Rosero

### Podiums du contre-la-montre
| Année | Vainqueur           | Deuxième           | Troisième             |
| ----- | ------------------- | ------------------ | --------------------- |
| 2009  | Roberto Quistial    | Reinaldo Jiménez   | Joel Burbano          |
| 2010  | Luis García Medina  | Carlos Quishpe     | Reinaldo Jiménez      |
| 2011  | Cléber Cuasquer     | Joel Burbano       | José Luis Ibarra      |
| 2017  | Jefferson Cepeda    | Alexander Cepeda   | Emerson Colcha        |
| 2018  | Alexander Cepeda    | Esteban Villareal  | Joel Fuertes          |
| 2019  | Lenín Montenegro    | Benjamín Quinteros | Santiago Montenegro   |
| 2020  | Pas organisé        | Pas organisé       | Pas organisé          |
| 2021  | Harold Martín López | Brayan Obando      | Jordan Rodríguez      |
| 2022  | Lenín Montenegro    | Sebastián Caicedo  | Jordan Rodríguez      |
| 2023  | Nixon Rosero        | Anderson Palma     | Adonis Vivas          |
| 2024  | Kevin Navas         | Erik Pozo          | José Andrés Sarmiento |
| 2025  | Kevin Navas         | Mateo Ramírez      | Luis Monteros         |

Multi-titrés
- 2 : Lenín Montenegro

## Juniors Hommes

### Podiums de la course en ligne
| Année | Vainqueur       | Deuxième           | Troisième            |
| ----- | --------------- | ------------------ | -------------------- |
| 2009  | Pedro Salazar   | Alexander Martínez | Óscar Catucuamba     |
| 2010  | Richard Carapaz | Danilo Chávez      | Jonathan Montenegro  |
| 2011  | Bryan Pinchao   | Gerardo Escobar    | Christopher Aragundi |
| 2012  | Bryan Pinchao   | Cristian Pita      | Sebastián Rodríguez  |
| 2022  | Erik Pozo       | Gabriel Ulcuango   | Jilmar Imbaquingo    |
| 2023  | Mateo Ramírez   | Kevin Navas        | Erik Pozo            |
| 2024  | Mateo Ramírez   | Haidar Zuñiga      | Anthony Coque        |

Multi-titrés
- 2 : Bryan Pinchao, Mateo Ramírez

### Podiums du contre-la-montre
| Année | Vainqueur           | Deuxième            | Troisième            |
| ----- | ------------------- | ------------------- | -------------------- |
| 2009  | Carlos Quishpe      | Mauricio Montenegro | Fausto Valencia      |
| 2010  | David Parco         | Richard Carapaz     | Mauricio Montenegro  |
| 2011  | Bryan Pinchao       | Richard Carapaz     | Gerardo Escobar      |
| 2012  | Sebastián Rodríguez | Bryan Pinchao       | Julio Ortiz          |
| 2022  | Erik Pozo           | Adonis Vivas        | Juan Manuel Pérez    |
| 2023  | Mateo Ramírez       | Enrique Jarrín      | Juan Manuel Pérez    |
| 2024  | Enrique Jarrín      | Kevin Narváez       | Héctor Renán Álvarez |